# Leptothorax bermudezi
Leptothorax bermudezi är en myrart som först beskrevs av Wheeler 1931.  Leptothorax bermudezi ingår i släktet smalmyror, och familjen myror. Inga underarter finns listade i Catalogue of Life.